# 爱玛·邦顿
艾玛·李·邦顿（英語：Emma Lee Bunton，1976年1月21日—）或译为艾玛·伯顿，是英国女歌手、词曲作者、演员和媒体人物。1995年在英國出道，她与媚兒喜、媚儿碧、维多利亚·贝克汉姆和潔芮·哈利維爾一起加入了辣妹合唱團。在那里她被昵称为寶貝辣妹。该团體在全球范围内销售了接近1億张唱片，成为有史以来最畅销的女性乐队。